# Tratado 6
El Tratado 6 es el sexto de los tratados numerados que fueron firmados por la Corona canadiense y varias Primeras Naciones entre 1871 y 1877. Es uno de un total de 11 tratados numerados y firmados entre la Corona canadiense y las Primeras Naciones. En concreto, el Tratado 6 es un acuerdo entre la Corona y los pueblos Cri, Assiniboine y otros gobiernos de bandas alrededor de Fort Carlton y Fort Pitt. Las figuras clave que representaron a la Corona y que participaron en las negociaciones fueron Alexander Morris, vicegobernador de los Territorios del Noroeste; James McKay, Ministro de Agricultura de Manitoba; y William J. Christie, factor jefe de la Compañía de la Bahía de Hudson. El jefe Mistawasis y el jefe Ahtahkakoop representaron a los Cri.
El Tratado 6 incluía términos que no se habían incorporado en los Tratados 1 a 5, incluido un botiquín en la casa del agente indio ubicado en la reserva, protección contra el hambre y la pestilencia, más implementos agrícolas y educación en la región de la reserva indígena. El área acordada por los Cree representa la mayor parte del área central de las actuales provincias de Saskatchewan y Alberta .
Las firmas del tratado comenzaron el 18 de agosto de 1876 y se prolongaron hasta el 9 de septiembre de 1876. Posteriormente se firmaron adhesiones, cuando se agregaron bandas dentro del área del Tratado, incluida una banda de Manitoba en 1898. Más tarde ese año, la última tribu firmó en el área del lago Montreal.
Desde la firma del Tratado 6, ha habido muchos reclamos por falta de comunicación de los términos de dicho tratado, especialmente desde la perspectiva de los Indígenas. Este malentendido ha llevado a desacuerdos entre los pueblos indígenas y el gobierno sobre las diferentes interpretaciones de los términos del tratado.
El Tratado 6 sigue vigente hoy en día, al punto que existe el Día de Reconocimiento del Tratado celebrado en Edmonton cada agosto desde 2013 para recordar el acto de firma en 1876.

## Confederación de las Primeras Naciones del Tratado Seis
En la primavera de 1993, 17 gobiernos de bandas en Alberta que firmaron el tratado 6 formaron la Confederación de las Primeras Naciones del Tratado Seis para ser la "voz política unida" de las Primeras Naciones.  La confederación no contiene tribus de fuera de Alberta.
El 6 de julio de 2012, la ciudad de Edmonton, representada por el alcalde Stephen Mandel, firmó un acuerdo de asociación con la Confederación de las Primeras Naciones del Tratado 6. Se cree que este es el primer acuerdo de este tipo entre una ciudad de Alberta y grupos de gobiernos de las Primeras Naciones. Edmonton está incluido del Tratado 6 territorio y tiene la segunda población indígena más grande de cualquier municipio de Canadá. 
La Confederación firmó un acuerdo de protocolo con el Gobierno de Alberta, el Acuerdo de Relación entre Alberta y la Confederación del Tratado Seis Primeras Naciones firmado en julio de 2022. Prevé reuniones trimestrales con el ministro de Relaciones Indígenas y reuniones anuales con el primer ministro de Alberta . 
A partir de 2022, la Confederación incluye 16 bandas miembros, incluidas todas las bandas parte del Tratado 6 con reservas en Alberta excepto dos (las excepciones son Saddle Lake Cree y Onion Lake Cree Nation).

### Grandes jefes de la Confederación
El gran jefe tribal es el portavoz principal de la Confederación ante los medios y representa a las naciones miembros en ciertos foros políticos.
Estos grandes jefes sirven por un período de un año que corresponde aproximadamente a un año calendario y pueden ser reelegidos. Por lo general, ya se desempeñan como jefes de una de las 17 naciones miembros; sin embargo, Littlechild fue una excepción, ya que no era el jefe de su propia banda en el momento en que fue elegido gran jefe de la Confederación.

## Antecedentes
El Tratado 6 se firmó en agosto de 1876 como un acuerdo entre la Corona canadiense y los gobiernos de tribus en las planicies, incluyendo Cri, Assiniboine y otros grupos. Entre los firmantes se encontraban Alexander Morris, vicegobernador de los Territorios del Noroeste, James McKay, ministro de Agricultura de Manitoba, y WJ Christie, factor jefe de la Compañía de la Bahía de Hudson (HBC). El jefe Mistawasis y el jefe Ahtahkakoop representaron a los Cri. El coronel James Walker también jugó un papel decisivo en la negociación del tratado.
Antes de la casi extinción del bisonte o búfalo americano a finales del siglo XIX, cuando oleadas de inmigrantes no indígenas llegaron a la frontera estadounidense, la caza tradicional del bisonte era el modo de vida de los pueblos indios de las llanuras, cuyas tierras tradicionales abarcaban el gran cinturón de bisonte América del Norte. Los bisontes eran el símbolo cultural de estas tribus: les proporcionaban alimento, ropa y refugio. En 1871, los pueblos indígenas de las llanuras del norte de los Territorios del Noroeste (NWT), los cree, ojibwa y assiniboine, consideraron negociar un tratado con el gobierno para proteger sus tierras tradicionales de los colonos y topógrafos de HBC. En la década de 1870, la población del abundante bisonte había disminuido hasta el punto de que los jefes tribales, los ancianos y gran parte del pueblo buscaron la protección de la Corona para evitar el hambre. Creían que un tratado con el gobierno garantizaría asistencia y evitaría el hambre.
El temor a la viruela, que se había extendido a las tribus de las llanuras del norte durante la pandemia de viruela de 1870-1874, fue otra motivación para que los jefes consideraran firmar un tratado con la Corona. La epidemia se extendió a las tribus de las llanuras del norte y tomando la vida de muchos de los cri que no tenían inmunidad a esta nueva enfermedad. Las epidemias de viruela anteriores traídas por los emigrantes a Estados Unidos incluyeron la epidemia de viruela de las Grandes Llanuras de 1837 que mató a miles de indígenas a lo largo del río Missouri.  
Considerando la rápida venta de los Territorios del Noroeste a Canadá por parte del HBC, los pueblos indígenas estaban preocupados por la posibilidad de crear un tratado con el gobierno canadiense, ya que no querían que sus tierras fuesen expropiadas. A medida que los tratados avanzaban lentamente hacia el noroeste, aumentaron las presiones de los pueblos indígenas sobre el gobierno para que firmara tratados protectores de los intereses indígenas. El vicegobernador del estado propuso al gobierno firmar un tratado en el oeste en 1872, pero la sugerencia fue rechazada. Los comerciantes alegaban a los cri cada año que la firma de un tratado para discutir sus preocupaciones era inminente, pero al pasar los años, era notorio que el gobierno no hizo ningún esfuerzo por crear dicho tratado. El gobierno no estaba interesado en negociar un tratado con los pueblos indígenas en ese momento, pero como resultado, los cree dejaron de permitir la entrada de agrimensores a su territorio e impidieron que los trabajadores del telégrafo crearan una línea desde Winnipeg a Fort Edmonton . Los hechos finalmente llamaron la atención del gobierno, que quería prevenir una guerra con los pueblos indígenas. Quería que continuara la inmigración hacia el noroeste, y una guerra ciertamente detendría los asentamientos. Así comenzaron las negociaciones para el Tratado 6 en la región de Fuerte Carlton.
El gobernador aconsejó a la corona en 1872 que negociara un tratado con los pueblos indígenas del noroeste. Muchos años después, recibió autorización del gobierno para enviar a un ministro para informar a los cri que se negociaría un tratado en Fort Carlton y Fort Pitt durante el verano de 1876. El gobernador se unió a un equipo que llegaron a Fort Carlton el 15 de agosto y se reunieron con los jefes de Cri del estado, así como los Mistawasis y Ahtukukoop. El 18 de agosto comenzaron las negociaciones tras intentar incluir a los pueblos indígenas de Duck Lake en el tratado.

## Términos
El gobierno canadiense utilizó los Tratados Robinson como esquema para el Tratado 6 y todos los tratados subsiguientes. Los pueblos indígenas involucrados en los Tratados Robinson recibieron dinero más pagos anuales adicionales. Se identificaron terrenos para reservas indígenas y se otorgó a los pueblos indígenas el derecho a cazar y pescar en las tierras que solían poseer, a menos que las tierras fueran vendidas u ocupadas. Sin embargo, a pesar de que los Tratados Robinson sirvieron como esbozo, los pueblos indígenas del Tratado 6 negociaron términos adicionales en su tratado que el gobierno no tenía intención de incluir.
Según la versión de la historia por los colonos y los términos de la celebración de tratados, las Primeras Naciones renunciaron a su título habitual sobre la tierra según el derecho consuetudinario a cambio de disposiciones del gobierno. La interpretación de las Primeras Naciones es radicalmente diferente de la versión británica; en las historias orales, traducciones (por ejemplo, no existe el concepto de "propiedad de la tierra" o "cede", que se deriva del concepto de propiedad de la tierra, en el idioma cri), y las costumbres británicas, sigue habiendo controversia sobre posibles distintas interpretaciones de los términos tal como se utilizaban para el momento de la firma del tratado.

Las tribus de indios Cri, y todos los demás indios que habitan el distrito que se describe y define a continuación, por la presente ceden, liberan, se rinden y se rinden al Gobierno del Dominio de Canadá, por Su Majestad la Reina y sus sucesores para siempre. , todos sus derechos, títulos y privilegios, cualesquiera que sean, a las tierras comprendidas dentro de los siguientes límites...

Durante las negociaciones del tratado, los pueblos indígenas solicitaron herramientas agrícolas, animales como un buey y una vaca para cada familia, asistencia para los pobres y los que no podían trabajar, la prohibición del licor en la provincia de Saskatchewan y educación para las tribus. Además, los pueblos indígenas pidieron poder cambiar la ubicación de su asentamiento antes de que se inspeccionara la tierra, la posibilidad de tomar recursos de las tierras de la Corona como madera, cocinas, medicinas, un molino manual, acceso a puentes y, en el caso de en caso de guerra, la capacidad de negarse a servir en el ejército canadiense.

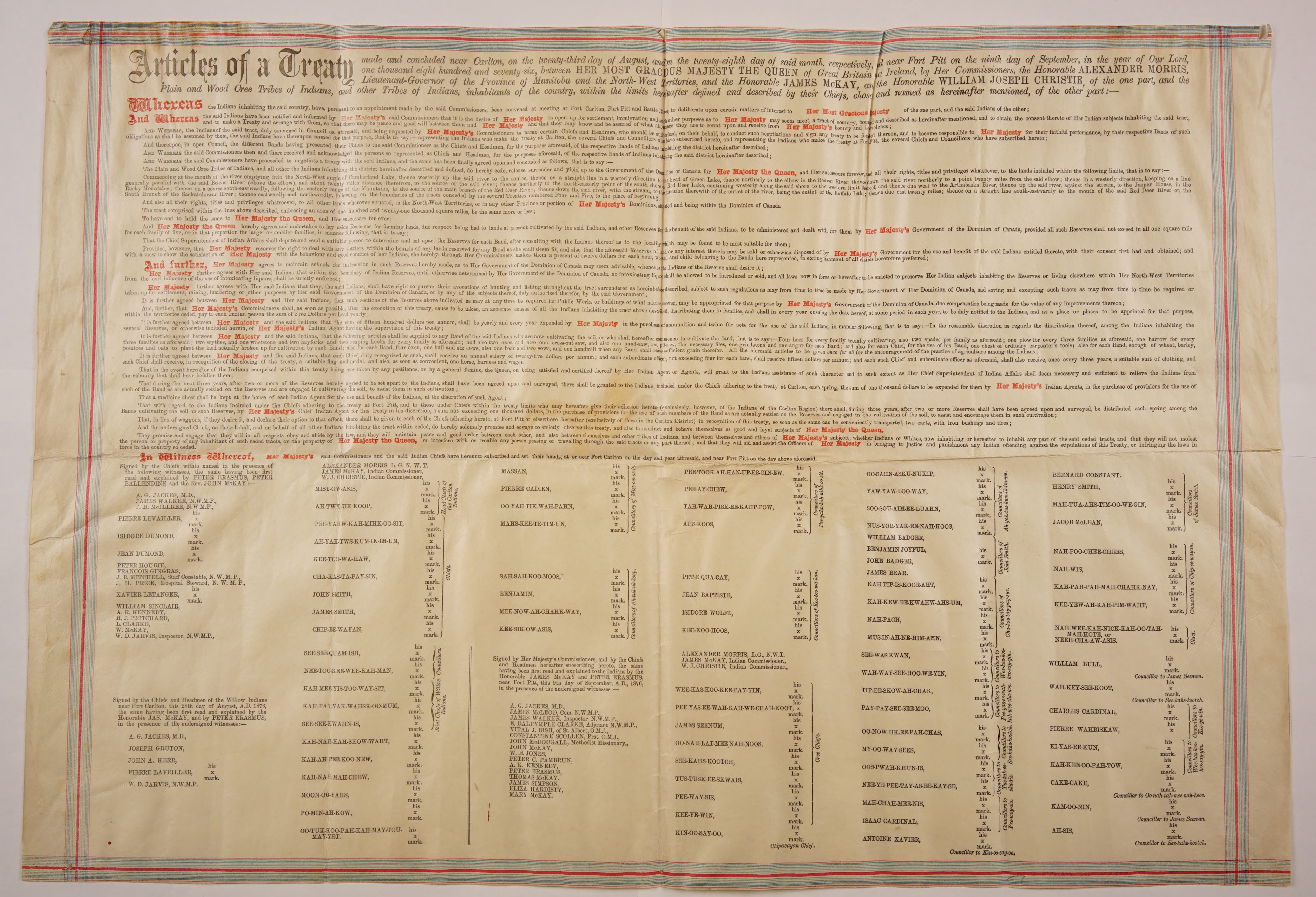
Copia de presentación del Tratado original No. 6 (23 de agosto de 1876). Impreso en pergamino. Texto en negro y rojo; borde azul y rojo. Procedente de las colecciones especiales Bruce Peel de la biblioteca de la Universidad de Alberta.

## Ceremonia de pipa

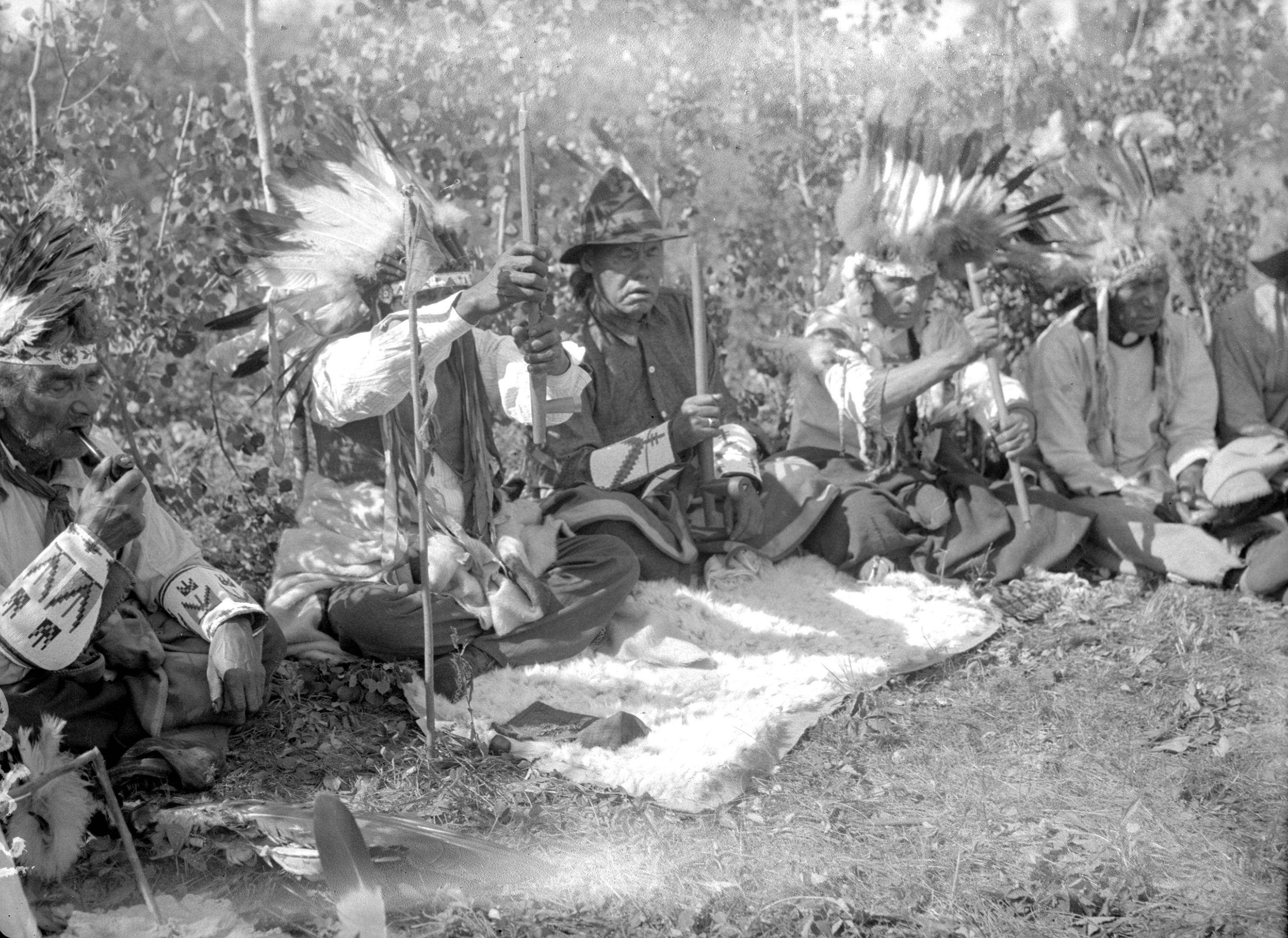
Ceremonia de pipa en el río Waterhen, en el norte de Saskatchewan

Las prácticas religiosas son igual de importantes para los pueblos indígenas como las discusiones y decisiones serias que se toman en tratados. Para los indígenas, fumar la pipa está asociado con el honor y el orgullo y se lleva a cabo para que ambas partes involucradas en un acuerdo cumplan su palabra. Se cree que la verdad sólo debe decirse cuando la pipa está presente. El fumar en pipa se llevó a cabo en las negociaciones del Tratado 6 para simbolizar que este tratado sería honrado para siempre tanto por los pueblos indígenas como por la Corona. También fue celebrado para indicar que cualquier cosa que se dijera entre los negociadores de la Corona y los pueblos indígenas también sería respetada. Se utilizó al comienzo de las negociaciones del tratado cuando se lo pasó al vicegobernador Alexander Morris, quien lo frotó varias veces antes de pasárselo a otros miembros de la Corona presentes. Esta ceremonia fue para demostrar que los negociadores de la Corona aceptaban la amistad de los pueblos indígenas, lo que marcó el inicio de las negociaciones. También es la forma indígena de señalar la finalización de un acuerdo entre las partes para garantizar las palabras de cada uno. Debido al contraste de creencias entre los indígenas y la Corona, la Corona no consideró esta ceremonia tan significativa como los indígenas. Los negociadores de la Corona no se dieron cuenta de que esta ceremonia era de importancia sagrada para la población indígena, lo que hizo que sus palabras y acuerdos significaran mucho más para los pueblos indígenas que para los negociadores y la Corona. Los acuerdos hablados con los pueblos indígenas tienen la misma importancia que los acuerdos escritos.

## Controversia

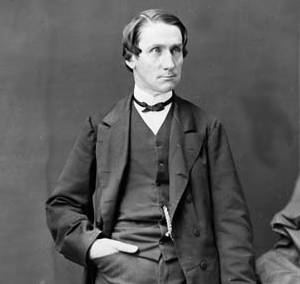
Vicegobernador Alexander Morris

El Gobierno de Canadá cree que los términos del tratado fueron escritos claramente en el documento, pero en las tradiciones orales de los pueblos indígenas, tienen una comprensión diferente de los términos del tratado. Aunque hubo tres intérpretes presentes en las negociaciones del Tratado 6, dos de la Corona y uno de los pueblos indígenas, no fue posible la traducción directa de palabras entre inglés y cri. Ciertas palabras en estos idiomas no tenían una palabra correspondiente en el idioma opuesto. Esto significó que ambos grupos no se entendieron completamente ya que los conceptos cambiaron debido a los cambios de palabras entre los idiomas. Los pueblos indígenas tuvieron que depender especialmente de su intérprete porque el documento que debían firmar estaba únicamente en inglés, lo que les poní en desventaja en vista que el intérprete se veía obligado a dar la mejor interpretación a las palabras, significados y conceptos del texto del tratado porque los cri no podían hablar ni leer inglés. Los pueblos indígenas afirman que aceptaron el Tratado 6 porque les informaron que la Corona no quería comprar sus tierras, sino pedirlas prestadas. Otro entendimiento fue que los pueblos indígenas tenían la libertad de elegir la cantidad de tierra que querían retener, pero los agrimensores llegaron a establecer perímetros por persona en las reservas, lo que es considerado una violación del tratado. Los pueblos indígenas pensaron que el tratado se adaptaría debido a las condiciones cambiantes, como la cantidad de moneda, el cambio drástico en los servicios de salud y las herramientas agrícolas más eficientes que se han inventado o modificado para adaptarse mejor a las condiciones de la agricultura. Sin embargo, los términos del tratado siguen siendo los mismos, lo que ha hecho que los pueblos indígenas crean que deberían revaluarse para adaptarse mejor a las necesidades cambiantes de los pueblos indígenas y los avances que proporcionarían cumplimiento a las cláusulas del tratado.

## Cláusula del botiquín medicinal
Uno de los puntos de venta del tratado era que se guardaría un botiquín en la casa del agente indio para uso del pueblo. Otro de los argumentos de venta era la garantía de asistencia para el alivio delhambre o la pestilencia.
Los líderes nativos han interpretado que la "cláusula del botiquín" implica que el gobierno canadiense tiene la obligación de proporcionar todo tipo de atención médica a los pueblos de las Primeras Naciones de forma continua. En particular, la Asamblea de las Primeras Naciones considera específicamente la financiación del programa de prestaciones sanitarias no aseguradas como un aspecto de esta responsabilidad.

The interpretation of that clause is very different for the federal government employees or bureaucrats and the Indian leadership because to us and to our elders and leaders who negotiated and signed that treaty, it refers to health care and health benefits for our people. And because our traditional way of healing is still present and alive but we recognized that we would need that assistance.
Former Grand Chief of the Federation of Saskatchewan Indian Nations Perry Bellegarde

## Impactos del Tratado 6
El impacto de la firma del tratado 6 tuvo un efecto significativo en la vida de los cri tanto para quienes firmaron el tratado como para quienes no lo firmaron. Aquellos que lo hicieron comenzaron a trasladarse a las tierras de la reserva y a verse afectados por los acuerdos celebrados en dicho tratado. No todos los cri de las llanuras firmarían el tratado al principio, y muchos se desilusionarían después de firmarlo. Oso Grande se resistió a firmar el tratado, con la esperanza de poder esperar un mejor acuerdo con el gobierno canadiense. El gobierno canadiense pudo resistir más que cualquiera de los grupos cri que estaban muriendo lentamente de hambre y enfermedades. A pesar de que Oso Grande habló pública y consistentemente en contra de los tratados, en 1882, sufriendo de inanicion, firmaría el Tratado 6. Después de firmar el tratado, algunos cri seguían insatisfechos con la situación a la que se habían visto obligados. Aprovechando este descontento, el Jefe Wandering Spirit obtuvo apoyo y comenzó a aplicar políticas más agresivas hacia los colonos. Cuando los métis bajo el mando de Louis Riel comenzaron la rebelión del noroeste en 1885, Wandering Spirit lideraría un grupo cri para atacar el asentamiento de Frog Lake. El objetivo principal de la incursión era conseguir suministros, pero después de cierta resistencia por parte de los colonos, rápidamente se volvió violenta. Luego, el grupo se movería para capturar Fort Pit. El fuerte estaba fuertemente abastecido de provisiones, lo que enfureció a los cri que se resistían. Después del ataque, regresaron a la reserva con los suministros capturados sin más incidentes. Los autores de la masacre serían detenidos y juzgados por asesinato y ahorcados en 1885.

## Lista de Primeras Naciones en el Tratado 6
| - Alberta - Primera Nación Alexander - Primera Nación Alexis Nakota Sioux - Nación Cree Beaver Lake - Primeras Naciones Cold Lake - Nación Cree Enoch - Nación Cree Ermineskin - Primera Nación Frog Lake - Primera Nación Heart Lake - Nación Cree Kehewin - Tribu Louis Bull - Banda Michel - Primera Nación Montana - Primera Nación O'Chiese - Papaschase - Primera Nación Paul - Nación Cree Saddle Lake - Primera Nación Samson - Primera Nación Sunchild | - Manitoba - Primera Nación Marcel Colomb - Primera Nación Mathias Colomb - Saskatchewan - Primera Nación Ahtahkakoop - Primera Nación Beardy's and Okemasis - Nación Cree Big Island Lake - Primera Nación Big River - Primera Nación Flying Dust - Primera Nación James Smith - Primera Nación Lac La Ronge - Primera Nación Little Pine - Primera Nación Lucky Man - Primera Nación Makwa Sahgaiehcan - Nación Cree Ministikwan Lake - Primera Nación Mistawasis - Nación Cree Montreal Lake - Primera Nación Moosomin - Mosquito-Grizzly Bear's Head-Lean Man | - - Nación Cree Muskeg Lake - Primera Nación Muskoday - Primera Nación One Arrow - Nación Cree Onion Lake - Primera Nación Pelican Lake - Nación Cree Peter Ballantyne - Nación Cree Poundmaker - Primera Nación Red Pheasant - Primera Nación Saulteaux - Primera Nación Sweetgrass - Primera Nación Sturgeon Lake - Primera Nación Thunderchild - Primera Nación Waterhen Lake - Primera Nación Witchekan Lake |

## Cronología
| Fecha                    | Evento |
| ------------------------ | --- |
| 23 de agosto de 1876     | Primera firma en Fort Carlton |
| 28 de agosto de 1876     | Segunda firma en Fort Carlton |
| 9 de septiembre de 1876  | Firma de Fort Pitt por la nación Cree Beaver Lake y la Primera Nación Heart Lake |
| 9 de agosto de 1877      | Firma de adhesión a Fort Pitt por parte de bandas Cree |
| 21 de agosto de 1877     | Firma de Fort Edmonton |
| 25 de septiembre de 1877 | Blackfoot Crossing en la firma Río Bow (en la reserva de la nación Siksika, Alberta) |
| 19 de agosto de 1878     | Firma adicional |
| 29 de agosto de 1878     | Firma de Battleford |
| 3 de septiembre de 1878  | Firma de carlton |
| 18 de septiembre de 1878 | Firma adicional, Michel Calihoo Band, 25 600 acres (103,6 km²) cerca de Edmonton, Alberta |
| 2 de julio de 1879       | Firma de Fort Walsh |
| 8 de diciembre de 1882   | Más firmas de Fort Walsh |
| 11 de febrero de 1889    | Firma del lago de Montreal |
| 10 de agosto de 1898     | Firma de la banda Colomb en Manitoba |
| 25 de mayo de 1944       | Firma de adhesión a Rocky Mountain House |
| 13 de mayo de 1950       | Más firmas de adhesión a Rocky Mountain House |
| 21 de noviembre de 1950  | Firma del lago Witchekan |
| 18 de agosto de 1954     | Firma de Cochin |
| 15 de mayo de 1956       | Más firmas de Cochin |
| 1958                     | Los miembros de Michel Band recibieron derechos otorgados por el Departamento de Asuntos Indígenas. Se convirtieron en ciudadanos canadienses, pero perdieron el estatus de Tratado y la reserva se disolvió. Este es el único caso en el que una banda entera (salvo algunos individuos) ha obtenido el derecho de voto involuntariamente. |